# José Abeilhe Rodríguez-Fito
José Manuel Abeilhe y Rodríguez-Fito fue un militar español (Madrid, 18 de diciembre de 1876 — Paracuellos de Jarama (Madrid) noviembre de 1936). Fue el último Director de la Academia de Infantería, Caballería e Intendencia antes de la Guerra Civil Española. 
Siendo Teniente Coronel, José Manuel Abeilhe había sido Delegado gubernativo de los Partidos de Talavera de la Reina y Puente del Arzobispo durante los primeros años de la Dictadura de Primo de Rivera. En abril de 1926 fue nombrado para mandar el Batallón de Cazadores de África número 12.
Entre 1933, siendo aún Teniente Coronel, fue nombrado Director de la Academia de Infantería, Caballería e Intendencia de Toledo. Ascendió a Coronel en marzo de 1935, continuando al frente de la Academia. Al estallar la Guerra Civil Española se encontraba en Madrid, donde fue arrestado por las fuerzas progubernamentales. Recluido en la Prisión Modelo, fue asesinado en Paracuellos de Jarama en noviembre de 1936.